# Tom Robinson Band
Tom Robinson Band byla britská rocková skupina. Velmi populární v dobách punkového hnutí v 70. letech 20. století.

## Historie
Skupina vznikla v lednu 1977 v Londýně a byla oblíbená zejména pro své politické a sociálně kritické texty (podobně jako The Clash nebo Trust). Ve svých textech propagovali rovnoprávnost žen, práva homosexuálů a bojovali proti rasismu. Jejich debut, písnička 2-4-6-8 Motorway se stala ve Velké Británii velkým hitem. Především vůdčí osobnost kapely Tom Robinson se stal velmi oblíbeným mezi homosexuály písničkou Glad to be gay i přesto, že sám sebe označoval za bisexuála a později se i oženil.
Skupina se rozešla v roce 1979. V roce 1987 se krátce zformovala na dvě vystoupení a pak ještě znovu krátce vystupovala v letech 1989 – 1990.

## Obsazení
- Tom Robinson (baskytara, zpěv)
- Danny Kustow (kytara, zpěv)
- 'Dolphin' Taylor (bicí, zpěv) (do 1978)
- Mark Ambler (klávesy, piáno) (do 1978)
- Preston Heyman (bicí) (od 1978)
- Ian Parker (klávesy, piáno) (od 1978)

Největším komerčním úspěchem byly písnička 2-4-6-8 Motorway, která se v roce 1978 dostala až na 5. místo britské hitparády. Stejnou pozici obsadilo i jejich debutové album Power in the Darkness. V roce 1979 vyšlo druhé album TRB2. To ale ani umělecky, ani komerčně úspěch první desky nezopakovalo. Krátce po odchodu Danny Kustowa se skupina rozpadla.
Tom Robinson dnes pracuje jako moderátor rádia BBC.

## Singly
- 2-4-6-8 Motorway (1977)
- Don't Take No For An Answer (1978)
- Up Against The Wall (1978)
- Bully For You (1979)

2-4-6-8 Motorway existuje coby "Raz-dva-tři-pět cvičíme" také v české verzi, a sice v podání pražské rockové kapely Markýz John.

## Alba
- Power In The Darkness (1978)
- TRB2 (1979)